# Arkadiusz Zielonko
Arkadiusz Zielonko (ur. 24 lipca 1964 we Wschowie) – polski żużlowiec.
Sport żużlowy uprawiał w latach 1982–1988, reprezentując kluby Unia Leszno (1982–1986) oraz Sparta Wrocław (1987–1988).
Pięciokrotny medalista drużynowych mistrzostw Polski: złoty (1984), dwukrotnie srebrny (1982, 1983) oraz dwukrotnie brązowy (1985, 1986). Srebrny medalista młodzieżowych drużynowych mistrzostw Polski (Tarnów 1983). Dwukrotny finalista młodzieżowych indywidualnych mistrzostw Polski (Tarnów 1984 – IV miejsce, Lublin 1985 – XIII miejsce). Finalista turnieju o "Brązowy Kask" (Ostrów Wielkopolski 1983 – XVI miejsce). Dwukrotny finalista turniejów o "Srebrny Kask" (Toruń 1983 – XII miejsce, Lublin 1984 – XIII miejsce).